# Jean Bartik
Jean Jennings Bartik (27. prosince 1924 Gentry County, Missouri – 23. března 2011 Poughkeepsie, New York) byla jednou z původních programátorek počítače ENIAC. Studovala matematiku a poté začala pracovat na Pensylvánské univerzitě, kde manuálně počítala balistické trajektorie, později k těmto výpočtům používala ENIAC. Spolu se svými kolegyněmi během práce na ENIACu, prvním počítači svého druhu, vyvinula a stanovila základy programování. Později pracovala například na BINACu a UNIVACu a byla zaměstnána v různých technických společnostech jako inženýrka, manažerka nebo programátorka.